# Legend (Jersey)
Legend ist eine New-Wave-of-British-Heavy-Metal- und Progressive-Rock-Band aus Jersey, die im Jahr 1980 gegründet wurde, sich 1984 auflöste und seit 2002 wieder aktiv ist.

## Geschichte
Die Band wurde im August 1980 vom Gitarristen Peter Haworth gegründet. Weiterhin bestand die Band neben ihm aus dem Sänger Mike Lezala, dem Gitarristen Marco Morosino, dem Bassisten Eggy Aubert und dem Schlagzeuger David Whitley. In der Folgezeit probte die Band hauptsächlich und schrieb an neuen Lieder. Live war die Band anfangs kaum aktiv, wobei sie gegen Ende des Jahres ihren ersten Auftritt hatte. Ihr selbstbetiteltes Debütalbum folgte im Juli 1981 bei ihrem eigenen Label Workshop Records. Einige Lieder des Albums waren zudem in der Friday Rock Show zu hören. Zudem hielt die Band nun mehr Konzerte ab und trat dabei auch als Vorgruppe für Thin Lizzy auf. Später im Jahr verließ der Gitarrist Marco Morosino die Besetzung, um dem College beizutreten. Es folgte kurzzeitig ein Ersatz; da die Band jedoch hiermit nicht erfolgreich war, schrumpfte die Besetzung vom Quintett zum Quartett. Im Juli 1982 schloss sich das zweite Album Death in the Nursery bei Workshop Records an. Gegen Ende des Jahres 1982 nahm die Band vier weitere neue Lieder auf und veröffentlichte diese als EP. 1983 arbeitete die Band an ihrem dritten Album, welches jedoch nie veröffentlicht werden sollte, obwohl bereits sechs Lieder bereit waren. Bassist Eggy Aubert hatte die Band aufgrund einer Verletzung verlassen, weshalb eine Tour abgesagt werden musste. Als Ersatz kam kurze Zeit Neil Haworth, Bruder des Gitarristen Peter Haworth. Anfang 1984 verließ Sänger Mike Lezala die Band. Die übrigen Mitglieder entschlossen sich daraufhin zur Auflösung der Band. Für ein letztes Abschiedskonzert im Londoner Marquee Club im Januar 1984 kam Lezala noch einmal zur Band. Bei dem Konzert ließ sich Lemmy Kilmister ein Autogramm auf sein Album von Death In the Nursery geben. Nach der Auflösung veröffentlichten Peter und Neil Haworth jeweils ein Soloalbum. Im Jahr 1998 stellte Peter Haworth die Kompilation Retroshock 1981–1984 zusammen, worauf Lieder aus der Schaffenszeit enthalten waren. Zudem war mit Questions and Answers ein bisher unveröffentlichtes Lied zu hören. In den Jahren 2001 und 2002 stellte Haworth eine Kompilation namens Anthology zusammen, die im Jahr 2002 erschien, wobei der Tonträger unter anderem auch seltene Demoaufnahmen enthielt. Durch die positive Resonanz, entschloss man sich, die Band zu reaktivieren und es folgten mit Still Screaming (2004) und The Dark Place (2013) die nächsten beiden Alben. 2013 trat die Band zudem auf dem Keep It True auf.

## Stil
Das selbstbetitelte Debütalbum erinnere laut Malc Macmillan in The N.W.O.B.H.M. Encyclopedia an Gruppen wie Bleak House, Chasar, Omega und Triarchy. Auf Death in the Nursery seien die Lieder deutlich kürzer und es gebe mehr Upbeat-Lieder. Laut Matthis Mader würden die ersten beiden Alben, sowie die erste EP gekonnt harte Gitarrenriffs mit melodischen Songstrukturen verbinden. Die EP biete eine Mischung aus dem klassischen NWoBHM-Klang und Progressive Rock. Boris Kaiser ließ die Rock-Hard-Leser wissen, dass es sich um Siebzigerjahre-Rock mit Prog-Anteilen handele. Martin Popoff beschrieb in seinem Buch The Collector’s Guide of Heavy Metal – Volume 2: The Eighties Lezalas Gesang auf Legend als interessant und kompetent, während die Lieder dunkel und progressiv seien. Er empfand die Musik als eine Mischung aus Demon, Saracen, Nightwing und Witchfynde. Auf Death in the Nursery hörte er den Einfluss von Gruppen wie Pentagram, High Tide, Blue Cheer, Bang, Saracen, Hollow Ground, Crucifixion, Holocaust, Gaskin, Paralex, Angel Witch und Nightwing. Im Rock-Hard-Interview gab Peter Haworth an, stark durch Künstler wie Jimi Hendrix, Hawkwind, Black Sabbath, Deep Purple, Budgie, Frank Zappa, King Crimson, Rush, Kim Mitchell und Frank Marino, aber auch durch Frédéric Chopin und Wolfgang Amadeus Mozart beeinflusst worden zu sein. Während die Lieder auf Still Screaming größtenteils positiv gewesen seien, sei es bei The Dark Place eher das Gegenteil. Lieder wie Burn with Your Demons würden Themen wie die jüngsten Kindesmisshandlungsskandale in England behandeln.

## Diskografie
- 1981: Legend (Album, Workshop Records)
- 1982: Death in the Nursery (Album, Workshop Records)
- 1982: Frontline (EP, Workshop Records)
- 1983: 1983 Demo (Demo, Eigenveröffentlichung)
- 1998: Retroshock 1981–1984 (Kompilation, Eigenveröffentlichung)
- 2002: Kompilation (Kompilation, Monster Records)
- 2003: Still Screaming (Album, Monster Records)
- 2013: The Dark Place (Album, Rockadrome Records)